# Thí nghiệm xuyên tiêu chuẩn

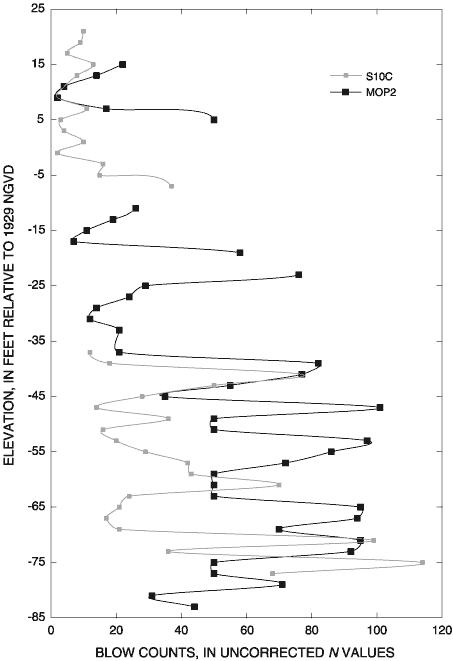
Giá trị N của thí nghiệm xuyên tiêu chuẩn của tầng chứa nước ở nam Florida.

Thí nghiệm xuyên tiêu chuẩn hay thường được viết tắt là SPT, là một thí nghiệm xuyên tại hiện trường nhằm đo đạc các tính chất địa kỹ thuật của đất. Quy trình thí nghiệm được miêu tả chi tiết trong tiêu chuẩn Anh BS EN ISO 22476-3 và ASTM D1586.

## Tóm tắt quy trình
Thí nghiệm sử dụng một ống mẫu thành mỏng với đường kính ngoài 50 mm, đường kính trong 35 mm, và chiều dài 650 mm. Ống mẫu này được đưa đến đáy lỗ khoan sau đó dùng búa trượt có khối lượng 63,5 kg cho rơi tự do từ khoảng cách 760 mm. Việc đóng ống mẫu được chia làm ba nhịp, mỗi nhịp đóng sâu 150 mm tổng cộng 450 mm, người ta sẽ tính số búa trong mỗi nhịp và chỉ ghi nhận tổng số búa trong hai nhịp cuối và hay gọi số này là "giá trị N". Trong trường hợp sau 50 búa đầu mà ống mẫu chưa cắm hết 150 mm thì người ta chỉ ghi nhận 50 giá trị này. Số búa phản ảnh độ chặt của nền đất và được dùng để tính toán trong địa kỹ thuật.

## Mục đích
Mục đích chính của thí nghiệm này là cung cấp các thông tin về mật độ tương đối của các trầm tích hạt như cát và sạn, thí nghiệm này còn hay được gọi là lấy mẫu nguyên dạng. Thí nghiệm này được sử dụng rộng rãi vì nó đơn giản và chi phí thấp. Các thông số sức bền của đất cũng được đề cập một cách gần đúng, nhưng nó cung cấp một cái nhìn tổng quát về điều kiện của nền đất.

## Mối quan hệ với các đặc tính cơ học đất
Mặc dù nó có một số điểm thiếu chính xác, nó thường được liên hệ với các đặc trưng của đất trong thiết kế của địa kỹ thuật. Việc sử dụng các mối quan hệ trực tiếp đã được dùng phổ biến ở một số nước. Có nhiều mối quan hệ khác nhau liên quan đến độ hạt và độ chặt đã được đề xuất sử dụng.